# Droga wojewódzka 268
Die Droga wojewódzka 268 (DW 268) ist eine zehn Kilometer lange Droga wojewódzka (Woiwodschaftsstraße) in der polnischen Woiwodschaft Kujawien-Pommern, die Brześć Kujawski mit dem Kurort Wieniec-Zdrój sowie Brzezie verbindet. Die Strecke liegt im Powiat Włocławski.

## Streckenverlauf
Woiwodschaft Kujawien-Pommern, Powiat Włocławski
-  Brzezie (DW 252)
- Wieniec
- Kąty
- Starobrzeska Kolonia
- Stary Brześć
-  Brześć Kujawski (Brest) (DK 62, DW 265, DW 270)